# 景徐周麟
景徐周麟（けいじょしゅうりん、永享12年（1440年）- 永正15年3月2日（1518年4月11日））は、室町時代後期の臨済宗の僧。父は大舘持房、母は赤松則友の娘。諱は周麟。道号は景徐。別に宜竹・半隠・対松。
幼い時に京都相国寺の用堂中材に師事して出家し、長じてその法を継いだ。応仁の乱の際には難を避けて近江永源寺に身を寄せていた時期もある。長享元年（1487年）に等持寺に住み、延徳2年（1490年）に遣明使の正使の命を受けたがこれを辞退している。明応4年（1495年）、相国寺に住し、翌5年（1496年）に3代将軍足利義満の檀那塔である鹿苑院に移り、永正5年（1508年）には相国寺に戻った。晩年は相国寺内に慈照院を建てて退隠した。